# 马世耀
马世耀（—1645年），陕北人。大顺重要将领，封巫山伯。

## 生平
明末民变，马世耀追随李自成参加了农民起义，活动情况不明。崇祯十六年(1643年)，马世耀任左营果毅将军。参与同明孙传庭作战的南阳战役，后入关中，克潼关。李自成委马世耀守潼关。永昌元年(1644年)，李自成在西安建国，分封功臣，马世耀被封为巫山伯。
李自成率军灭明，进军山海关，在一片石大败。清豫清王多铎攻潼关，李自成急救潼关。后闻清军进抵延安、大西军攻克汉中，大顺首都长安告急，李自成留马世耀及七千人守潼关，自己率军解长安之困。清军大炮至，马世耀部抵敌不住，于是开关伪降。又密约李自成，不料为多铎识破。多铎以打猎为名，解除了马世耀部的武装，马世耀及所部大顺军全遭杀害。